# Пинеда Чакон, Алекс
Алекс Маурисио Пинеда Чакон (исп. Alex Mauricio Pineda Chacón; род. 19 декабря 1969[…], Санта-Крус-де-Йохоа, Кортес) — гондурасский футболист и тренер.

## Клубная карьера
Чакон провёл большую часть своей карьеры в клубе «Олимпия» из Гондураса, к которой присоединился в 1988 году, он выиграл с командой два гондурасских чемпионата и Кубок чемпионов КОНКАКАФ 1988 года. В составе столичного клуба он забил 56 голов. Позже он играл за «Коррекаминос» из Мексики в течение 1993/94 сезона, а затем — за «Спортинг Кристал» из Перу в сезоне 1994/95, в составе которого сыграл в четырёх матчах Кубка Либертадорес.
В 2001 году Чакон присоединился к клубу MLS, «Майами Фьюжн». В сезоне 2001 года Чакон сыграл решающую роль в атаке команды, имея среди партнёров таких талантов, как Преки, Диего Серна, Иан Бишоп, и Крис Хендерсон. Чакон забил 19 голов, сделал 9 передач и был лидером лиги по голам. Он был признан Самым ценным игроком MLS.
Однако «Фьюжн» был расформирован после сезона 2001 года наряду с «Тампа Бэй Мьютини», и он не смог вернуть прежнюю форму, благодаря которой он хорошо проявил себя в первый год. Он был взят «Нью-Инглэнд Революшн» в рамках проекта распределения игроков расформированных клубов MLS, но появление в команде Тейлора Твеллмана и приход нового тренера Стива Никола привели к уменьшению объёма игровой практики для Чакона. Он перешёл в «Лос-Анджелес Гэлакси» после сезона 2002 года и вскоре стал игроком «Коламбус Крю», но не смог остановить карьерный спад.
После сезона 2003 года Чакон покинул MLS, перейдя в американскую А-Лига, где он провёл достаточно много игрового времени с «Атланта Силвербэкс». Хотя он забил только 3 гола и отдал 2 передачи в 2004 году, лидерские качества Чакона были признаны включением в символическую сборную А-Лиги.

## Карьера в сборной
Пинеда Чакон дебютировал за сборную Гондураса в декабре 1992 года на отборочном матче к чемпионату мира против Коста-Рики. Он сыграл в общей сложности 45 матчей и забил 5 голов. Он представлял свою страну в 12 матчах квалификации к чемпионату мира и играл на Кубке наций Центральной Америки 1993, а также на Золотых кубках КОНКАКАФ 1993, 1996, 1998 и 2000 годов.
Его последний международный матч состоялся в апреле 2000 года в рамках квалификации на чемпионат мира по футболу 2002, соперником была Никарагуа.

## Тренерская карьера
Чакон присоединился к «Атланта Силвербэкс» в качестве помощника тренера в 2007 году. Он занимал эту должность два сезона. В то время как клуб переживал процедуру реструктуризации, он тренировал молодёжный клуб «Форсайт Фьюжн», ныне известный как «Юнайтед Футбол Академи».
После года работы в «Силвербэкс» в качестве помощника 7 ноября 2011 года он был назначен главным тренером.
Алекс Пинеда Чакон был уволен «Силвербэкс» в июне 2012 года после неудачного сезона.

## Личная жизнь
Чакон в настоящее время проживает в Атланте с женой и тремя дочерьми.